# پیچ اسپرینگز (آریزونا)
پیچ اسپرینگز (به انگلیسی: Peach Springs) یک منطقهٔ مسکونی در ایالات متحده آمریکا است که در شهرستان موهاوی، آریزونا واقع شده‌است. پیچ اسپرینگز ۲۰٫۵۰ کیلومتر مربع مساحت و ۱٬۰۹۰ نفر جمعیت دارد و ۱٬۴۵۷ متر بالاتر از سطح دریا واقع شده‌است.